# لیویو فرانچسکینی
لیویو فرانچسکینی (ایتالیایی: Livio Franceschini; ۱۴ آوریل ۱۹۱۳ – ۲۰ نوامبر ۱۹۷۵) بازیکن بسکتبال اهل ایتالیا بود. وی در بازی‌های المپیک تابستانی ۱۹۳۶ شرکت کرده‌است.